# Згущувач циліндроконічний

Згущувач циліндроконічний (рос. сгуститель цилиндро-конический, англ. celindrical-conic thickener, нім. zylindro-kegelförmig Eindicker m) – згущувач для отримання осаду з підвищеною концентрацією твердої речовини (до 500-700 г/л) в порівнянні з радіальними згущувачами (250 -400 г/л). Це досягається завдяки ущільненню осаду під дією гідростатичного тиску суспензії. Співвідношення висоти З.ц.к. та його діаметра збільшено до (1,4…1,5):1 проти (0,3… 0,5):1 у радіальних згущувачах. Для уникнення залягання ущільненого осаду згущувач має обертову мішалку-розпушувач. Конічне днище має нахил твірної до горизонту до 60о.
Циліндроконічні згущувачі призначені головним чином для прояснення води, згущення і ущільнення відходів флотації перед їхнім зневодненням на фільтр-пресах.
У циліндроконічному згущувачі досягається концентрація твердого у осаді до 800 кг/м3 при високій питомій продуктивності і вмісті твердого у проясненій воді не більше 2 кг/м3.

## Принцип дії
Вихідна пульпа надходить у горизонтальний жолоб і далі у пристрій багатоканальної флокуляції, де змішується з флокулянтом. Потім потік надходить у вертикальну камеру – повітровідділювач, з якої направляється у камеру гасіння швидкості, після чого розподіляється у об’ємі згущувача. Прояснена вода переливається через крайку у зливний жолоб, а згущений продукт видаляється розвантажувальним пристроєм. При роботі згущувача в сталому режимі створюються три робочі зони: проясненої води, інтенсивного осадження і ущільнення осаду. Перші дві зони – у циліндричній частині згущувача, третя – в конічній частині. 
Циліндроконічний згущувач працює за принципом вертикального відстійника. Тут напрями швидкості осадження флокул під дією сили ваги і руху проясненої води до зливного жолоба вертикальні і спрямовані у протилежні сторони. Для випадіння флокульованих частинок з потоку у осад необхідно, щоб швидкість їхнього осадження була більше швидкості води. 
У циліндроконічному згущувачі досягається концентрація твердого у осаді до 800 кг/м3 при високій питомій продуктивності і вмісті твердого у проясненій воді не більше 2 кг/м3.
При технологічному розрахунку і виборі згущувачів питому площу згущення і продуктивність приймають або за експериментальними даними, або за даними, отриманими при згущенні аналогічного продукту в промислових умовах. Якщо при згущенні застосовується коагулянт, табличні дані повинні бути відповідно відкоректовані.

## Фактори, які впливають на процес згущення
Ефективність процесу згущення залежить від мінерального і гранулометричного складу твердої фази, густини і форми частинок, вмісту твердого у вихідній пульпі і згущеному продукті, в’язкості, рН і температури пульпи, а також від конструктивних особливостей згущувальних апаратів.